# رنچو کامولوس
رنچو کامولوس (به انگلیسی: Rancho Camulos) یک مزرعه در ایالات متحده آمریکا است که در کالیفرنیا واقع شده‌است.